# Traiguma verticalis
Traiguma verticalis är en insektsart som beskrevs av William Lucas Distant 1918. Traiguma verticalis ingår i släktet Traiguma och familjen dvärgstritar. Inga underarter finns listade i Catalogue of Life.